# Félix María Arriete y Llano
Obispo de Cádiz nacido en dicha ciudad en 1811 y fallecido en Chiclana de la Frontera en 1879. Su consagración tuvo lugar en el Palacio de Oriente, apadrinado por Alfonso XII, en presencia del nuncio, del patriarca de las Indias y del P. Claret. Durante su obispado se realizó, en 1866, el tabernáculo de la Catedral de Cádiz.
- Datos: Q5511615